# Storsjö Strand
Storsjö strand är ett nytt bostadsområde under uppbyggnad i stadsdelen Söder i Östersund. Stadsdelen ligger på tidigare industrimark mellan järnvägsspåret och Storsjöns strand med stadsdel Staden som granne. Enligt planerna kommer det att vara ungefär 800 bostäder, verksamhetslokaler, caféer, restauranger och kontor på området när det är färdigutbyggt.
Bostadsområdet byggs i varierande skala klassisk kvarterstyp, likt den i Östersund. Längs vattnet planeras en strandpromenad öppen för allmänheten.

## Historia
Idéer om byggnationer och nytt bostadsområde på platsen har funnits sedan 1980-talet men det var först 2007 som de mer konkreta planerna började arbetas fram. 2014 antogs detaljplanen för etapp 1 och efter marksanering drog de första byggnationerna igång i början av 2016.